# Kościół Chrystusowy w Sosnowcu
Kościół Chrystusowy w Sosnowcu – zbór Kościoła Chrystusowego w RP działający w Sosnowcu. Pastorem przełożonym zboru jest Daniel Masarczyk, nabożeństwa odbywają się w niedziele o godz. 11:00 i w czwartki o godz. 18:00.

## Historia
W 1937 Konstanty Sacewicz przeniósł się z Kobrynia do Sosnowca. Wraz z przybyłą tu rok później żoną zaangażowali się w działalność miejscowego zboru baptystycznego z siedzibą przy ul. Orlej, jednak nie zostali oni formalnie jego członkami. Sacewicz prowadził w nim również czasami działalność duszpasterską. Po rozpoczęciu II wojny światowej małżeństwo wyjechało do Kobrynia, jednak w związku z deportacjami na Syberię, postanowili o powrocie do Sosnowca. Podczas okupacji nabożeństwa prowadzone były w mieszkaniu prywatnym jednej z wiernych w dzielnicy Środula. Po wizycie na jednym z nabożeństw niemieckich policjantów w dniu 1 stycznia 1941, prowadzenie posług w języku polskim zostało zakazane, wobec czego wierni rozpoczęli spotykać się potajemnie w mieszkaniu Sacewiczów. W tajnych nabożeństwach brało udział około 15 osób.
Po zakończeniu wojny wierni utracili dotychczasowe miejsce prowadzenia nabożeństw przy ul. Orlej. Usiłowano nawiązać ponownie kontakty z Kościołem Chrześcijan Baptystów, jednak nie był on zainteresowany otoczeniem opieką duszpasterską sosnowieckich wiernych. W czerwcu 1946 zdecydowano o przystąpieniu do Zjednoczenia Kościołów Chrystusowych. Stanowisko prezbitera zboru objął Konstanty Sacewicz. Od 15 listopada 1945 nabożeństwa były prowadzone w zakrystii kościoła ewangelicko-augsburskiego, następnie przeniesiono je do głównej nawy kościoła.
W 1947 powstała placówka misyjna w Dąbrowie Górniczej, a jej oficjalną datą otwarcia ogłoszono 26 grudnia 1947. Została przekształcona w samodzielny zbór w 1953. Dzięki zborowi w Sosnowcu zostały utworzone kolejne zbory w Katowicach i Rybniku oraz stacje misyjne w Jaworznie, Mysłowicach i Łaziskach Górnych.
Na skutek aresztowania 199 ewangelikalnych duchownych w 1950, w nocy 19 na 20 września tego roku uwięziony został Konstanty Sacewicz. Opiekę nad zborem przejęła jego żona, Ksenia. Pastor został wypuszczony z aresztu po 6 miesiącach. 
W 1951 działalność rozpoczął chór, którego dyrygentem został Ferdynand Karel (później pastor zboru Zjednoczonego Kościoła Ewangelicznego w Katowicach). W 1953 zbór wraz z całym Zjednoczeniem Kościołów Chrystusowych wszedł w skład Zjednoczonego Kościoła Ewangelicznego w PRL. 
Od 1 stycznia 1957 miejscem nabożeństw stała się kaplica cmentarna przy ul. Smutnej, udostępniona przez parafię ewangelicko-augsburską.
Na mocy decyzji Synodu Zjednoczonego Kościoła Ewangelicznego, w 1975 pastor Konstanty Sacewicz został dodatkowo prezesem Rady ZKE, pełniąc tę funkcję do 1981. Po rozpadzie ZKE w 1988 zbór stał się częścią Kościoła Zborów Chrystusowych.
Po śmierci Konstantego Sacewicza 14 marca 1994 stanowisko pastora zboru pełnił Zdzisław Skiba, zmarły tragicznie 31 grudnia 1994. W kwietniu 1995 funkcję pełniącego obowiązki pastora objął Dariusz Dominiak, którą sprawował do marca 1998. 28 marca 1999 pastorem został Henryk Rother-Sacewicz, który w latach 1988-2000 pełnił stanowisko zwierzchnika Kościoła Zborów Chrystusowych.
W styczniu 2001 wspólnota postanowiła o zakupie budynku przy ul. Radosnej 62, akt notarialny został podpisany 27 kwietnia tego roku. Prace remontowe rozpoczęto 6 czerwca 2001. Kaplica na 60-70 miejsc została otwarta 14 października 2001.
W 2008 na skutek nieporozumień w łonie zboru, część jego wiernych zdecydowała się na niezależne funkcjonowanie. Wobec złego stanu zdrowia pastora, opiekę nad Społecznością objął wówczas Jarosław Ściwiarski, pastor zboru w Dąbrowie Górniczej. W 2011 decyzją Rady Kościoła Chrystusowego na pełniącego obowiązki pastora zboru został mianowany Daniel Masarczyk.
Wobec wzrostu liczby wiernych, kaplica okazała się zbyt mała na potrzeby wspólnoty. W 2016 podjęta została decyzja o budowie nowego obiektu posiadającego 150 miejsc, zlokalizowanego obok dotychczasowej siedziby. Prace rozpoczęto 14 marca 2017, a nowa kaplica została otwarta 6 stycznia 2019.